# Libro de los cien capítulos
El Libro de los cien capítulos es uno de los principales ejemplos de prosa sapiencial castellana. Se trata de una colección de máximas morales organizadas de forma que sus receptores pudieran no sólo entenderlas, sino utilizarlas en el día a día. 
Con esta obra el rey Alfonso X el Sabio pretendía que la nobleza abandonara sus actitudes soberbias y adoptara unos comportamientos cortesanos acordes con las posibilidades que ante él se abrían.